# Battaglia di Crête-à-Pierrot
L’assedio o battaglia di Crête-à-Pierrot (in francese Siège de la Crête à Pierrot, in creolo haitiano Batay nan Lakrèt-a-Pyewo)fu un episodio della rivoluzione haitiana.

## La battaglia

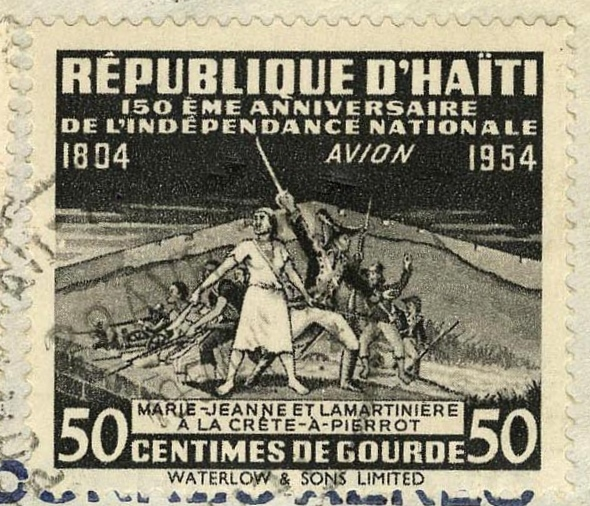
Francobollo postale haitiano rappresentante Louis Daure Lamartinière e sua moglie, Marie-Jeanne Lamartinière, che difendono il forte di Crête à Pierrot.

La battaglia ebbe luogo al forte di Crête-à-Pierrot (in creolo haitiano: Lakrèt-a-Pyewo), ad est di Saint-Marc nella valle del fiume Artibonite. L'esercito coloniale francese, composto da 2000 uomini alla guida del generale Charles Leclerc, intendevano occupare il forte, difeso dai ribelli haitiani di Jean-Jacques Dessalines. Il forte era posto in posizione strategica per impedire o consentire l'accesso ai monti Cahos. A corto di viveri e munizioni, però, i ribelli dovettero ben presto abbandonare il forte e fuggire verso le montagne. Qui, le forze di Dessalines massacrarono diversi civili francesi e ripresero il controllo del forte di Crête-à-Pierrot l'11 marzo 1802.
Il 12 marzo, le forze francesi tentarono nuovamente di riprendere il controllo del forte ma non riuscirono a portare a compimento l'operazione; le forze francesi comandate da Jean Boudet ebbero 480 uomini come perdite, mentre quelle di Dessalines ne persero 200-300. Un nuovo tentativo venne fatto il 22 marzo con la perdita di altri 300 francesi. Il 24 marzo, le forze di Dessalines abbandonarono il forte durante la notte a causa delle pesanti perdite subite, ed i francesi lo ripresero. Pur avendo preso il controllo del forte, i francesi avevano subito pesanti perdite, tra cui la morte del generale Charles Dugua. Alexandre Pétion, un generale mulatto francese, giocò un ruolo importante nella presa del forte quando cercò di spiegare il suo cannone sulla collina sovrastante.
Dopo la battaglia, Dessalines temporaneamente giurò fedeltà alla Francia ed unì le sue forze a quelle di Leclerc, consentendo così a Toussaint Louverture, il capo degli haitiani, di accordarsi per la resa. Al di la sconfitta per gli haitiani, la battaglia dimostrò anche le loro qualità in guerra, in particolare se raffrontati a eserciti europei. Quando la malattia colpì ancora più duramente l'esercito francese, Dessalines tornò in campo ancora una volta, ora come leader delle forze haitiane dopo l'arresto e la successiva morte di Louverture.